# Indicatif régional 417

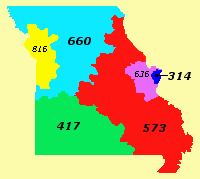
Carte du Missouri montrant les différents indicatifs régionaux en 6 couleurs différentes (417 en vert)

L'indicatif régional 417 dessert le quadrant sud-ouest du Missouri, y compris les villes de Branson, Carl Junction, Carthage, Joplin, Liban, Neosho, Nixa, Ozark, Springfield et West Plains. Le Missouri devait initialement recevoir seulement deux indicatifs régionaux. L'indicatif régional 314 desservait la partie est de l'État de St. Louis à Jefferson City, tandis que le l'indicatif régional 816 devait desservir tous les points à l'ouest de Jefferson City, y compris Kansas City et Springfield. En 1951, le 816 a été réduit à Kansas City et au nord-ouest, tandis que le sud-ouest du Missouri a été affecté au 417. 
Même avec la présence de Springfield, la troisième plus grande ville de l'État, c'est l'un des codes régionaux du pays desservant le moins de personnes. Malgré la prolifération croissante des smartphones (en particulier dans et autour de Springfield), le 417 est loin d'être épuisé. Selon les projections, la région n'aura pas besoin d'un autre indicatif régional avant 2035 au plus tôt.  